# The Androids of Tara
The Androids of Tara (Les androïdes de Tara) est le cent-unième épisode de la première série de la série télévisée britannique de science-fiction Doctor Who. Quatrième épisode de la seizième saison, il continue l'arc narratif de la « Clef du Temps » et fut originellement diffusé en quatre parties du 25 novembre au 16 décembre 1978.

## Accroche
Le Docteur et Romana sont à la recherche du quatrième morceau de la Clef du Temps. Celui-ci se trouve sur Tara, un monde mélangeant les nouvelles technologies et la féodalité. Rapidement, Romana est enlevée par le comte Grendel qui voit en elle un sosie de la princesse Strella, aspirante au trône de Tara.

## Distribution
- Tom Baker — Le Docteur
- Mary Tamm — Romana
- John Leeson —  Voix de K-9
- Neville Jason — Le Prince Reynart
- Peter Jeffrey — Le Comte Grendel de Gracht
- Simon Lack — Zadek
- Paul Lavers — Farrah
- Lois Baxter — Lamia
- Martin Matthews — Kurster
- Declan Mulholland — Till
- Cyril Shaps — Archimandrite

## Résumé
Ayant atterri sur la planète Tara, le Docteur décide de partir à la pêche et laisse Romana rechercher pour lui le quatrième fragment de la Clef du Temps. Elle le trouve non loin sous la forme d'une statue, mais rencontre en chemin le Comte Grendel, qui chasse une créature monstrueuse. Romana s'étant foulée la cheville, il l'invite dans son domaine pour finalement la séquestrer. Romana ressemblant à la princesse Strella, il pense qu'il s'agit d'un androïde destiné à la simuler avant de s'apercevoir qu'il s'agit d'un sosie. Pendant ce temps, le Docteur est arrêté par les hommes du Prince Reynart et accepte de réparer un androïde en échange de pièce d'or.
Reynart explique brièvement la situation sur Tara : les prétendants au trône sont lui, le Comte Grendel et la princesse Strella. Celle-ci ayant disparu, il reste la dernière personne à éliminer afin de permettre au comte de monter sur le trône, et l'androïde servira de simulacre que le comte pourra éliminer à sa place. Hélas, le prince se fait enlever par le comte et est enfermé en même temps que Romana et que la véritable princesse Strella dans les geôles du comte. Le Docteur décide que l'androïde ira à son couronnement à sa place. Malgré une tentative d'assassinat par un androïde ayant la forme de la princesse Strella, le subterfuge fonctionne et le prince est couronné.
Seulement, le comte use d'autres subterfuge et tente de faire de Romana l'épouse du prince Raynart afin de pouvoir l'épouser ensuite. Il tente aussi d'assassiner le Docteur en utilisant l'un de ses androïdes semblable à Romana. Celui-ci réussit à échapper à la mort grâce à la détection de K-9. Romana parvient à s'enfuir à cheval, avant d'être recapturée par une nouvelle fourberie du comte, qui réussit dans le même temps à mettre hors service l'androïde du prince. Ayant ramené l'Archimandrite, il tente de faire s'épouser le prince et Romana au sein de son château. Toutefois, le Docteur et K-9 parviennent à atteindre les tunnels et à empêcher la cérémonie avant qu'il ne soit trop tard.
S'engage alors un duel d'épée magnétique entre le comte et le Docteur au cours duquel, le comte parvient à s'enfuir. Romana parvient à libérer la princesse Strella de sa prison. Ayant retrouvé la quatrième partie de la Clef du Temps, le Docteur, Romana et K-9 repartent.

### Continuité
- L'épisode continue l'arc narratif autour de la Clef du Temps entamé avec l'épisode « The Ribos Operation ».